# Katarina Olofsson
Katarina Margareta Olofsson, född 8 augusti 1943 i Stockholm (Enskede),  är en svensk politiker (sverigedemokrat). Hon var riksdagsledamot (tjänstgörande ersättare) 2019 för Stockholms läns valkrets.
Olofsson var tjänstgörande ersättare i riksdagen för Ludvig  Aspling 28 maj – 27 juni 2019. I riksdagen var hon extra suppleant i EU-nämnden och utrikesutskottet.